# 吉田富穂
吉田 富穂（よしだ とみほ、1915年（大正4年）4月1日 - 1991年（平成3年）12月7日）は、日本の農学者。農学博士（北海道大学）。元専修大学北海道短期大学学長。岩手県水沢市生まれ。1989年勲三等旭日中綬章。

## 来歴
- 1937年 （昭和12年）北海道帝国大学農学部卒業。航空機メーカーのエンジン設計士。
- 1944年 北海道大学農学部講師に就任。北海道大学農学部助教授や同農学部教授に就任。
- 1960年 農学博士（北海道大学）の学位を取得。学位論文の題は「動力耕耘機用鉈刄耕耘刀の形態に関する実験的研究 」[2]。
- 1978年 （昭和53年）北海道大学停年退官。同名誉教授。専修大学北海道短期大学農業機械科教授。後に、専修大学北海道短期大学学科長。
- 1986年 （昭和61年）専修大学北海道短期大学学長に就任。
- 1989年 （平成元年）専修大学北海道短期大学退職。
- 1991年 逝去。

農業機械開発研究の権威で、山田忍の後輩にあたる。同氏に引き続き専修大学北海道短期大学の発展に尽力。

## 受賞
- 農業機械学会学術賞（1966年）

## 叙勲
- 勲三等旭日中綬章（1989年）

## 主要論文
- 『動力耕耘機用鉈刄耕耘刀の形態に関する実験的研究』（北海道大学農学部附属農場報告 13号, 1965年）
- 『農業機械研究の方法論』（農業機械学会誌 34巻3号, 1972年）
- 新谷憲との共同執筆『ヒマワリ油を燃料とするディーゼル機関の低温始動性の解析-1-燃焼室内に噴射された噴霧の挙動 1-3』（農業機械学会誌 47巻2-4号, 1985～1986年）